# ピート・ブティジェッジ
ピーター・ポール・モンゴメリー・ブティジェッジ（英語：Peter Paul Montgomery Buttigieg、[ˈbuːtədʒɛdʒ] BOOT-ə-jej、1982年1月19日 - ）は、アメリカ合衆国の政治家。短縮形名は、ピート・ブティジェッジ（Pete Buttigieg）。2021年から2025年までジョー・バイデン政権で同国運輸長官を務めた。2012年から2020年までインディアナ州サウスベンド市長を務めた。なお姓のブティジェッジは、ブダジェッジとも表記される。

## 経歴
インディアナ州サウスベンドで誕生した。父のジョゼフ・ブティジェッジはマルタからの移民でノートルダム大学の教授である。
インディアナ州サウスベンドのセント・ヨゼフ高校に進学。2000年にジョン・F・ケネディ大統領図書館の開催する「勇気のエッセイコンテスト（Courage Essay Contest）」で最優秀賞を受賞した。論文のタイトルは「Bernie Sanders」。内容は当時連邦下院議員であったバーニー・サンダースが「自由主義者の立場を取るだけで急進的と見られる国で社会主義者の立場を取ったこと」を主題に、好意的な評価を与えている。ボストンで行われた授賞式では、キャロライン・ケネディなどケネディ一家と面会した。
ハーバード大学を優等（Magna Cum Laude）の成績で卒業し、学士号を取得した。また、同大学では歴史と文学を専攻した。
ハーバード大学卒業後にローズ奨学金制度を受賞しイギリスのオックスフォード大学に留学し、哲学・政治学・経済学において最優等（First-Class Honours）の成績を収め卒業し、同大学でも学士号を取得。同大ではペンブルックカレッジに所属。
2007年から2010年までマッキンゼー・アンド・カンパニーにて、コンサルタントとして勤務した。

### サウスベンド市長
2012年に29歳でサウスベンド市長に就任した。同市史上では2番目の若さでの就任で、アメリカで10万人以上の人口を有する市の市長として最年少である。
2015年の市長選挙にて80パーセント以上の票を獲得して2期目の再選を果たした。2020年1月1日に任期満了で市長を退任。

### 軍歴
この間、ダイレクトコミッション制度を通じて2009年から2017年までアメリカ海軍予備役に登録していた。2014年には7ヶ月間アフガニスタンへ従軍した。

### 2020年アメリカ合衆国大統領選挙
2019年4月14日に民主党から2020年アメリカ合衆国大統領選挙への立候補を表明した。自ら同性愛者であると公表しており、大統領選挙への立候補表明の際には2018年に結婚した夫を紹介している。
2019年7月30日に開催された民主党第2回公開討論会では、壇上に並ぶ政治家らがこれまで解決できなかった問題に取り組むには世代交代が必要であるとアピールした。37歳の若さを強みにする作戦を展開し、そつない戦いぶりと評された。
2019年8月に行われたキニピアック大学の支持率調査によれば、ジョー・バイデン（32%）、エリザベス・ウォーレン（19%）、バーニー・サンダース（15%）、カマラ・ハリス（7%）に次ぎ、5位（5%）の支持を得た。さらに2019年11月に行われた同大学の支持率調査では、ジョー・バイデンに次ぐ2位に上昇した。
民主党予備選挙では序盤から善戦し注目を集めたが、2020年2月29日のサウスカロライナ州での予備選挙では8.2パーセントの4位と低迷、翌3月1日には撤退宣言を行った。急進左派であるバーニー・サンダースではドナルド・トランプには勝てないとの考えを示し、翌2日に自身と同じく中道・穏健派に属するジョー・バイデンへの支持を表明した。
なお予備選挙を戦っている最中にはBoot-edge-edgeという、発音が容易になる名前表記も使用していた。

### バイデン政権
大統領選挙はジョー・バイデンが勝利を収め、2020年12月15日、バイデン政権の運輸長官に指名された。2021年2月2日に上院の公聴会において賛成多数で承認され、翌3日に就任宣誓を行い正式に就任した。
ブティジェッジは同性愛者と公言している初めての閣僚とされている一方、代行も含めればドナルド・トランプ政権時代に国家情報長官代行を務めたリチャード・グレネルなど前例がある。代行の就任は上院での承認を要しないため、正確性を期すならば、上院が承認した閣僚の中ではブティジェッジが初となる。グレネル自身はツイッターで「Congratulations to @PeteButtigieg on becoming the second openly gay member of a President’s Cabinet.（日本語訳：同性愛者と公言している2人目の閣僚となったピート・ブティジェッジに祝意を表します。）」とツイートした。また大統領顧問団（内閣）には含まれない高官まで含めれば、オバマ政権時に陸軍長官を務めたエリック・ファニングなどの前例がある。

## 人物
- キリスト教徒である。元々は両親と同じくカトリックで、カトリック系の学校に学んだが、現在は聖公会を信仰している。
- 母国語の英語の他、ノルウェー語・フランス語・スペイン語・イタリア語・マルタ語・アラビア語・ダリー語の知識を持つ。
- 同性愛を公言した初の民主党大統領候補であり、公然の同性愛者の中では共和党のフレッド・カーガーに次ぐ大統領候補である。夫のチャスティンは教師で、マッチングアプリHinge（英語版）で出会った[27]。2人の間に男女2児がいる[28]。
- 父はマルタ移民で、姓の「ブティジェッジ」はマルタ語のルーツであるアラビア語由来の姓であり（بو الدجاج、ブー・ダジャージュ、ブッダジャージュ）、「ニワトリの父」の意味を持つ[29]。